# Marek Moszyński (fizyk)
Marek Moszyński (ur. 21 września 1938 w Warszawie, zm. 27 grudnia 2022 tamże) – polski fizyk eksperymentator, profesor doktor habilitowany, inżynier, specjalista w technikach detekcji i spektrometrii promieniowania jądrowego.

## Życiorys
Prof. Marek Moszyński ukończył studia na Wydziale Łączności Politechniki Warszawskiej w 1961 roku i w tym samym roku rozpoczął pracę w Instytucie Badań Jądrowych w Świerku. Tam w 1969 r. obronił pracę doktorską, w 1971 uzyskał stopień doktora habilitowanego i w 1972 otrzymał stanowisko docenta. W roku 1981 otrzymał tytuł profesora, a następnie w tym samym roku stanowisko profesora w IBJ. Po reorganizacji Instytutu w 1983 r. został kierownikiem Zakładu Elektroniki w Instytucie Problemów Jądrowych i pełnił to stanowisko do 1990 r. oraz ponownie w 1997 r. W latach 1998–2008 pracował w IPJ na stanowisku Zastępcy Dyrektora ds. Badawczo-Rozwojowych. Po kolejnej reorganizacji został profesorem w Narodowym Centrum Badań Jądrowych.

## Zainteresowania naukowe
Aktywność naukowa prof. Moszyńskiego była głównie związana z technikami i metodyką detekcji promieniowania jądrowego. Był światowym ekspertem w technikach scyntylacyjnych. Był członkiem zespołu, który opracował pierwszy tomograf PET z wykorzystaniem informacji o czasie przelotu kwantów anihilacyjnych w LETI, Grenoble, oraz odkrył szybką składową impulsu świetlnego w scyntylatorze BaF2. Wraz z Zespołem był zaangażowany w badania nowych nieorganicznych scyntylatorów, nowoczesnych fotodetektorów i różnorodnej problematyki detekcji scyntylacyjnej w fizyce oraz w zastosowaniu do medycyny nuklearnej oraz kontroli granic.

## Publikacje
Był autorem ponad 300 publikacji w referowanych czasopismach, głównie w Nuclear Instruments and Methods A i IEEE Transactions on Nuclear Science oraz JINST. Indeks cytowań, WEB of Science, wykazuje ponad 8000 cytowań, w tym ok. 400 rocznie w ostatnich 5-ciu latach, oraz tzw. wskaźnik Hirscha równy 45.

## Osiągnięcia i nagrody
- W 1982 r. otrzymał nagrodę im. Von Hevesy[10] na Trzecim Światowym Kongresie Medycyny Nuklearnej i Biologii w Paryżu.
- W 1989 r. został odznaczony Złotym Krzyżem Zasługi[1].
- W 2000 r. otrzymał, jako trzeci Europejczyk, amerykańską nagrodę Merit Award przyznaną przez IEEE/Nuclear and Plasma Science Society[11].
- W 2005 r. został odznaczony Krzyżem Kawalerskim Orderu Odrodzenia Polski[12].
- W 2006 r. został wybrany IEEE Fellow.
- W 2007 r. otrzymał w Kraju nagrodę Ministra Nauki i Szkolnictwa Wyższego w dziedzinie nauk stosowanych[10].
- W 2015 r. został odznaczony Krzyżem Oficerskim Orderu Odrodzenia Polski[13].
- W 2018 r. otrzymał nagrodę im. Prof. Glenna Knolla przyznaną również przez IEEE/Nuclear and Plasma Science Society[14][15].